# 캄파넬레
캄파넬레(이탈리아어: campanelle, 단수: campanella 캄파넬라[*]) 또는 질리(이탈리아어: gigli, 단수: giglio 질리오[*])는 이탈리아의 파스타이다. 종이나 꽃처럼 생긴 파스타의 일종이다. 캄파넬레라는 말은 이탈리아어로 작은 종을 뜻한다. 짙은 소스와 함께 먹거나 냄비 요리인 캐서롤에 넣을 용도로 쓰인다.
캄파넬레는 작은 종으로 된 악기를 가리키기도 한다.

## 사진

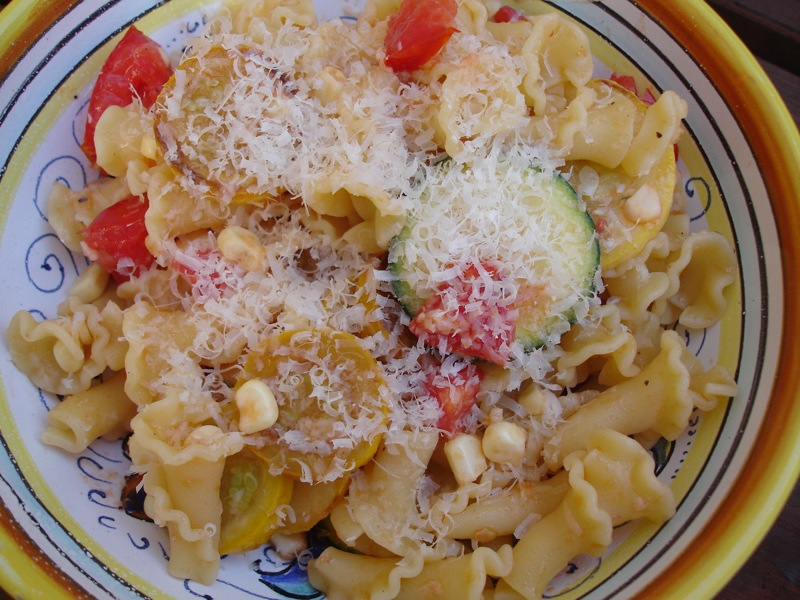
여름 채소와 강판에 간 치즈를 넣은 캄파넬레